# Blackpill
Blackpill – termin stosowany głównie w internetowej subkulturze inceli, oznaczający pesymistyczny światopogląd oparty na przekonaniu, że atrakcyjność fizyczna i genetyczne predyspozycje jednostki są decydującymi czynnikami sukcesu w relacjach międzyludzkich. W przeciwieństwie do koncepcji „czerwonej pigułki” (ang. redpill), która zakłada możliwość poprawy swojego losu poprzez samorozwój i świadomość społeczną, „blackpill” jest głęboko fatalistycznym podejściem, w którym jednostka wierzy, że nie ma kontroli nad swoimi szansami na sukces w związkach oraz życiu społecznym, ponieważ wszystko zależy od niezmiennych, biologicznych cech.

## Historia i pochodzenie
Koncepcja „blackpill” wywodzi się z filozofii „redpill”, która była promowana w różnych zakątkach internetowej manosfery, zwłaszcza na forach poświęconych męskości, relacjom damsko-męskim i prawom mężczyzn. Termin „pigułka” pochodzi z filmu Matrix (1999), w którym postać Neo musi wybrać pomiędzy niebieską pigułką, symbolizującą ignorancję wobec rzeczywistości, a czerwoną, która reprezentuje przebudzenie do „prawdy”.
„Blackpill” zyskał popularność w połowie lat 2010. na forach inceli, gdzie został użyty w celu wyrażenia ekstremalnej formy pesymizmu. Termin ten odnosi się do przekonania, że osoby, które nie są genetycznie uprzywilejowane, są skazane na samotność i izolację, niezależnie od ich starań.

## Główne założenia

### Determinizm biologiczny
Centralnym elementem filozofii „blackpill” jest przekonanie, że wygląd fizyczny, wzrost, struktura twarzy i inne biologiczne cechy mają decydujące znaczenie w ocenie wartości jednostki przez społeczeństwo. Zgodnie z tą ideologią, osoby atrakcyjne fizycznie mają o wiele większe szanse na udane związki i sukces społeczny, podczas gdy osoby, które nie spełniają pewnych norm atrakcyjności, są skazane na porażkę.

### Pesymizm
W przeciwieństwie do osób identyfikujących się z filozofią „redpill”, którzy wierzą, że jednostka może poprawić swoje szanse poprzez rozwój osobisty i zmiany w zachowaniu, zwolennicy „blackpill” uważają, że takie działania są daremne. Osoby te wierzą, że wysiłki związane z samodoskonaleniem nie mają sensu, ponieważ sukces w związkach zależy od cech, nad którymi nie mają kontroli, takich jak wygląd i status społeczny.

### Nierówność płciowa
Część ideologii „blackpill” opiera się na przekonaniu, że społeczeństwo jest silnie spolaryzowane pod względem relacji między mężczyznami a kobietami. Uznają, że kobiety mają większą swobodę wyboru partnerów, podczas gdy mężczyźni, którzy nie spełniają odpowiednich norm atrakcyjności, zostają wykluczeni z gry randkowej. Według wyznawców blackpill, kobiety preferują wyłącznie najbardziej atrakcyjnych fizycznie mężczyzn, co prowadzi do marginalizacji innych mężczyzn.

## Krytyka
Filozofia „blackpill” spotkała się z szeroką krytyką ze strony psychologów, socjologów i innych badaczy społecznych. Uważa się, że przyjęcie takiego światopoglądu może prowadzić do izolacji społecznej, depresji i skrajnych postaw, w tym mizoginii. Krytycy twierdzą również, że ideologia ta pomija wiele czynników wpływających na relacje międzyludzkie, takich jak osobowość, umiejętności społeczne czy inteligencja emocjonalna.
Ponadto, ruch blackpill jest często krytykowany za propagowanie nienawiści i skrajnych postaw wobec kobiet, co może prowadzić do radykalizacji i tworzenia niebezpiecznych środowisk online. Wielu ekspertów zwraca uwagę na to, że ekstremalny pesymizm i fatalizm propagowany przez blackpill mogą negatywnie wpływać na zdrowie psychiczne jego przedstawicieli, prowadząc do poczucia beznadziejności i braku motywacji do jakichkolwiek działań na rzecz poprawy jakości życia.